# Стратегическое мышление (книга)
Стратегическое мышление: конкурентное преимущество в бизнесе, политике и повседневной жизни (англ. Thinking Strategically) ― научно-популярная книга американского экономиста индийского происхождения Авинаша Диксита и профессора экономики и менеджмента Йельской школы менеджмента Барри Налебаффа. Впервые книга вышла в свет 1 февраля 1991 года.

## Содержание
В книге обсуждаются вопросы стратегического поведения, принятия решений и теории игр. Авторы представляют основные концепции для широкой аудитории, такие как обратная индукция, теория аукционов, равновесие Нэша и др. Каждая концепция проиллюстрирована примерами из повседневной жизни, бизнеса, спорта, политики и тд. В книге отмечается, что применение теории игр к реальной жизни может быть лучшим способом кристаллизовать лучшие доступные варианты. 

## Отзывы
Обзор «Financial Times»:

«Стратегическое мышление» Авинаша Диксита и Барри Налебаффа предлагают важную подготовку не только для принятия решений и взвешивания возможностей в бизнесе, но в повседневной жизни. Чтение ― это поездка в тренажерный зал для тренировки ума. Книга представляет теорию игр и бизнес-стратегию как понятные, удобные и повседневные инструменты для повседневной жизни. Примеры тактики в действии варьируются от Короля Лира до футболиста Диего Марадоны. А тематические исследования отлично подходят для чтения в очередях или залах ожидания
.

## Издание в России
Книга была переведена на русский язык и вышла в свет в издательстве «Вильямс» в 2018 году. Переводчик ― И. Морозова. ISBN 978-5-8459-1204-6, 0-393-31035-3.